# Vesto Melvin Slipher
Vesto Melvin Slipher, ameriški astronom, * 11. november 1875, Mulberry, Indiana, ZDA, † 8. november 1969, Flagstaff, Arizona, ZDA.
Tudi njegov mlajši brat Earl Charles je bil astronom.

## Življenje in delo
Slipher je leta 1901 diplomiral na Univerzi Indiane. Na isti univerzi je leta 1909 doktoriral. Lowell ga je leta 1915 povabil za pomočnika predstojnika na svoj observatorij v Flagstaff, kjer je ostal do konca življenja. Leta 1917 je nasledil Lowlla kot predstojnik tega observatorija. Prej je bil njegov starejši pomočnik. Leta 1952 je odšel v pokoj. V observatoriju je delal skupaj z bratom. Bil je zelo učinkovit in priljubljen predstojnik.
Njegovo prvo pomembnejše delo je bilo merjenje rotacijskih časov planetov, vključno z Uranom, kar ni bilo enostavno, saj planet nima nobenih vidnih znamenj na svoji bledi, zelenkasti površini. Slipher je za rotacijski čas Urana določil 10,7 ur, kar je sicer mnogo prenizka številka, a je vsaj pokazal, da se planet, podobno kot Jupiter in Saturn, vrti okrog svoje osi mnogo hitreje kot Zemlja.
Pri raziskovanju Osončja je bil prvi, ki je dobil dobre fotografije Marsa. Dokazal je obstoj vodne pare v atmosferi Marsa. Ukvarjal se je tudi s spektroskopijo planetov. Njegovi posnetki absorpcijskih spektrov Jupitra in Saturna so omogočili Wildtu, da je pokazal, da vsebujeta atmosferi velikih planetov mnogo amonijaka in metana. Leta 1929 je organiziral iskanje planeta za Neptunom. Pri delu se mu je pridružil mladi astronom Tombaugh. Že leto kasneje sta odkrila Pluton, nedaleč od mesta, ki ga je izračunal Lowell. Leta 1933 je Slipher pokazal, da je metan tudi v Neptunovi atmosferi. Segel je še nekoliko dlje, kajti nekaj let prej je vodil raziskave, ki so pripeljale do odkritja Plutona.
Njegovo glavno delo je povezano s spiralnimi galaksijami. Tiste čase je med astronomi prevladovalo mnenje, da so spiralne galaksije članice naše Rimske ceste in ne samostojne galaksije. Leta 1912 je s pomočjo 610
mm refraktorja začel z meritvami Doppler-Fizeaujevega premika spektralnih črt pri spiralnih galaksijah. Ugotovil je, da se vse galaksije, razen nekaj izjem, od nas oddaljujejo. Ker podobnega pojava pri zvezdah naše galaksije ni opazil, je sklepal, da galaksije ležijo daleč od roba Rimske ceste. Končni dokaz za to trditev je dal leta 1922 Hubble. Za Andromedino galaksijo M31 je dobil vrednost hitrosti približevanja 200 (300) km/s. V njenih spektralnih črtah je zaznal tudi to, da se ogromna spiralna galaksija vrti kot vetrnica v vetru. Njegova opazovanja iz leta 1912 so tako prispevala nova spoznanja v fizikalni kozmologiji. Istega leta je odkril, da nekatere meglice svetijo zaradi odseva svetlobe zvezd. Spektroskopsko je določil tudi hitrosti vrtenj raznih galaksij.

## Priznanja

### Nagrade
Leta 1932 je prejel medaljo Henryja Draperja, Kraljeva astronomska družba (RAS) mu je leta 1933 podelila zlato medaljo, leta 1935 pa je prejel medaljo Bruceove.

### Poimenovanja
Po njem in bratu Earlu Charlesu se imenujeta kraterja na Luni (Slipher), na Marsu (Slipher), ter asteroid glavnega asteroidnega pasu 1766 Slipher.